# Giuseppe Romagnoni

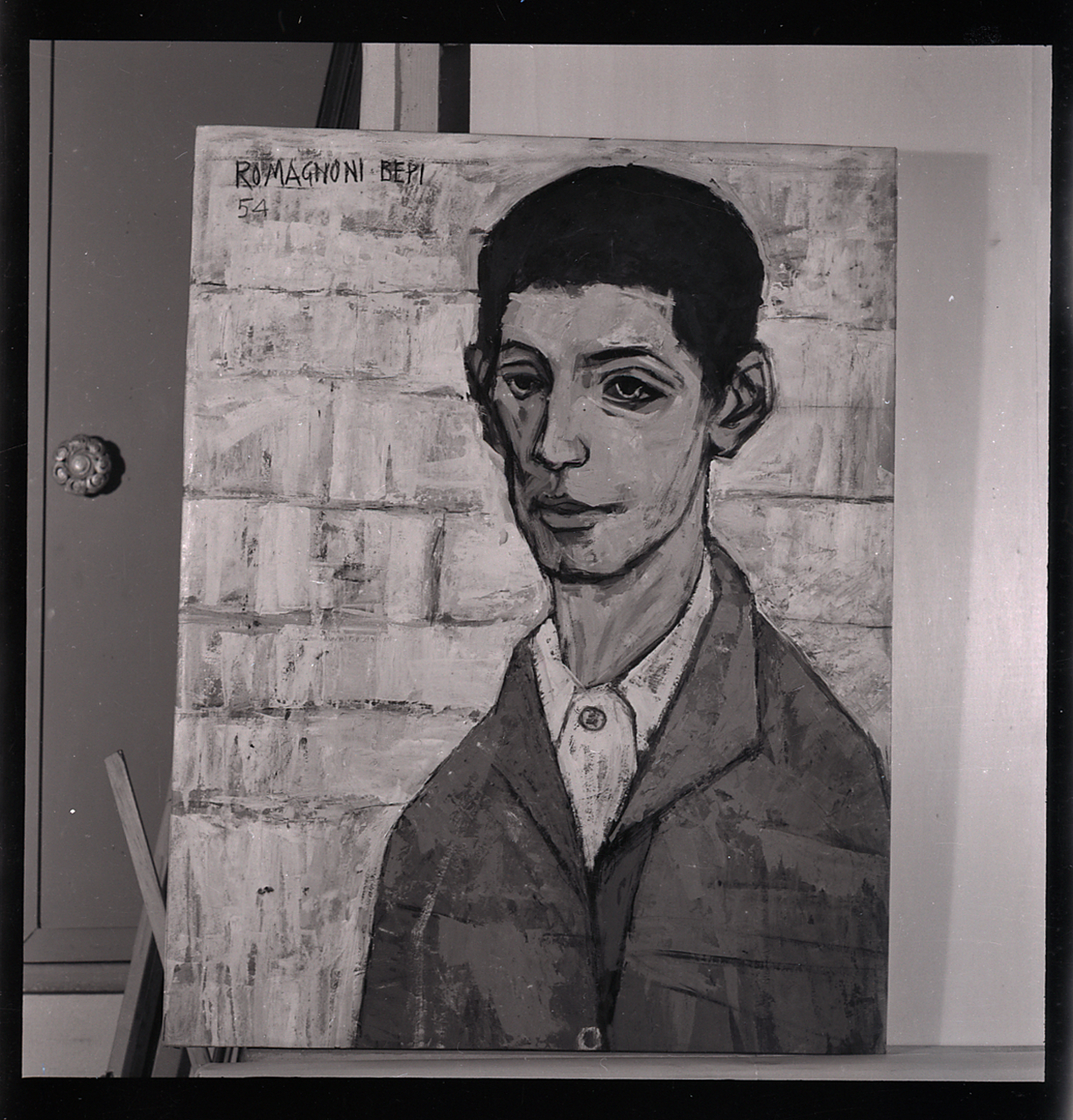
Ein Porträt gemalt von Bepi Romagnoni im Jahr 1954. Foto von Paolo Monti, 1955

Giuseppe Romagnoni, als Künstler auch: Bepi Romagnoni (* 21. November 1930 in Mailand, Italien; † 19. Juli 1964 in Villasimius bei Cagliari auf Sardinien) war ein italienischer Maler.

## Leben und Werk
Bepi Romagnoni studierte in Mailand zuerst am Istituto Tecnico danach dann Kunst an der Accademia di Brera bis 1952. Er studierte dort Malerei bei Aldo Carpi. Zu seinen Kommilitonen zählten unter anderem Mino Ceretti, Giuseppe Guerreschi, Gianfranco Ferroni, Giuseppe Banchieri und Tino Vaglieri. Mit einigen von ihnen hatte er später gemeinsame Ausstellungen. Seine ersten Ausstellungen fanden in den Jahren 1952, 1954 und 1955 in der Galleria San Fedele in Mailand und seine erste Einzelausstellung 1955 in der Galleria Schettini in Mailand statt. Er beschäftigte sich intensiv mit der Literatur von Søren Kierkegaard, Jean-Paul Sartre und Albert Camus und ließ seine Kunst stark vom Existenzialismus beeinflussen.
1962 wird er zur Teilnahme an der Biennale von Venedig eingeladen. Im selben Jahr reiste er nach London und traf dort Valerio Adami, der ihn einlud, am Institute of Contemporary Art auszustellen. Im Jahr seines Todes, 1964 war Romagnoni Teilnehmer der documenta III in Kassel in der Abteilung Malerei.
Nach 1960 entdeckte er vor allem die Technik der Collage für seine meist abstrakten Kompositionen. Daneben schuf er zahlreiche Tempera-Gemälde mit einer eigenartigen Prägung eines existentialistischen Realismus.